# 29 км (Пермский край)
29 км — посёлок в Добрянском районе Пермского края. Входит в состав Дивьинского сельского поселения.

## Географическое положение
Расположен к северу от административного центра поселения, посёлка Дивья. Одноимённая железнодорожная станция. Через посёлок проходит автомобильная дорога Пермь — Чусовой.

## Население
| 2010 |
| ---- |
| 2    |

## Топографические карты
- Лист карты O-40-66 Сылва. Масштаб: 1 : 100 000. Издание 1977 г.